# Île Françon
L'île  Françon est une île de la Marne, en France appartenant administrativement à Germigny-l'Évêque.

## Description
Elle s'étend sur un peu plus de 1 km de longueur pour une largeur maximale de moins de 180 m. Elle est entièrement boisée. 